# 一時磁石
一時磁石（いちじじしゃく、temporary magnet）は、磁化を受けている間のみ磁石としての性質を持つ物質である。磁化を受け続けなくても磁石としての性質を保つ物質は一時磁石ではなく、永久磁石と呼ばれる。
電磁石や軟鉄が一時磁石の代表である。
外部磁場による磁化を受けた時にしか磁石としての性質を持たない軟鉄などは一時磁石と呼ばれる。

## 概説
あらゆる物質を構成している原子は原子核と電子から成る。電子は電荷を持つと同時に、スピンという性質をもつ。スピンとは電子の自転運動に相当するもので、このスピンによって電子そのものが磁石としての性質を帯びている。
原子はそれ自身の陽子と同じ数の電子を持っている。例えば鉄原子は26個の陽子を持ち、26個の電子を持つ。これらの電子のスピン同士はお互いを打ち消しあおうとする性質を持つが（フントの規則）、打ち消しきれずに余ったスピンがあると、原子そのものが磁石としての性質を帯びる。例えば、永久磁石を作る上で重要な物質である鉄、ニッケル、コバルトでは3d軌道と呼ばれる電子軌道に余ったスピンが存在している。
多くの物質中では熱擾乱によって原子の内殻電子の向きが乱されるため、物質全体としては磁気モーメントを示さない。物質全体が強い磁気モーメントを示すためには、互いの原子間に強い原子間交換相互作用を持つ必要がある。このような物質を強磁性体と呼ぶ。強磁性体では隣同士の原子に属する電子や伝導電子による「交換相互作用」というものを仲立ちにしてスピンをそろえている。強磁性体を加熱すると磁性を失ってしまうのは、熱擾乱エネルギーが交換相互作用エネルギー、正確に言えばここのモーメントを束ねるマグノン励起エネルギーを上回ってしまうためである。
強磁性体内部は微視的に見ると「磁区」とよばれる多数の領域に分かれている。それぞれの磁区はある方向の磁気モーメントを有しているが、それぞれ磁区の磁気モーメントがばらばらな向きを持っている消磁状態では、お互いが打ち消しあうために、全体としては磁気モーメントを持たない。ただし、一般に人為的な消磁操作を行わずに消磁状態の強磁性体を見ることは稀である。
強磁性体に十分な磁界をかけて一旦すべての磁気モーメントを外部磁界と平行にすると、外部磁界をゼロにしても磁気モーメントを生じる。これを残留磁化もしくはリマネントと称する。残留磁化をゼロにするには逆方向に外部磁界を印加する必要があり、その値を保磁力という。永久磁石では最大の残留磁化Bとそのときの外部磁化の値Hの積BHmaxが性能指針として用いられることもある。
天然に産出する磁石として磁鉄鉱(Fe3O4)（マグネタイト）が挙げられる。古代からよく知られている磁石、磁鉄鉱（乃至は砂鉄）と産出されていたのはこの酸化鉄である。現在でも砂浜で永久磁石を砂中にいれれば十分に視認することが出来る。羅針盤の指針を磁化することなどに用いられてきたが、非常に微弱な磁石である。20世紀に入ると、実用に十分な強度を有する磁石が人工的に作られるようになってきた。